# ガストン・ドゥメルグ
ピエール＝ポール＝アンリ＝ガストン・ドゥメルグ（フランス語: Pierre-Paul-Henri-Gaston Doumergue、1863年8月1日 - 1937年6月18日）は、フランスの政治家。特に問題の多かった前任者のアレクサンドル・ミルランの後で、最も人気のあったフランス大統領の一人と見なされている。

## 生涯
エグ・ヴィヴのプロテスタントの家庭に生まれる。フリーメイソンであった。パリ大学で法学博士号を取得した1885年以後、ニームや、一年ほど仏領インドシナに勤めたりした。急進党から始まり、晩年にはさらに右派になった。

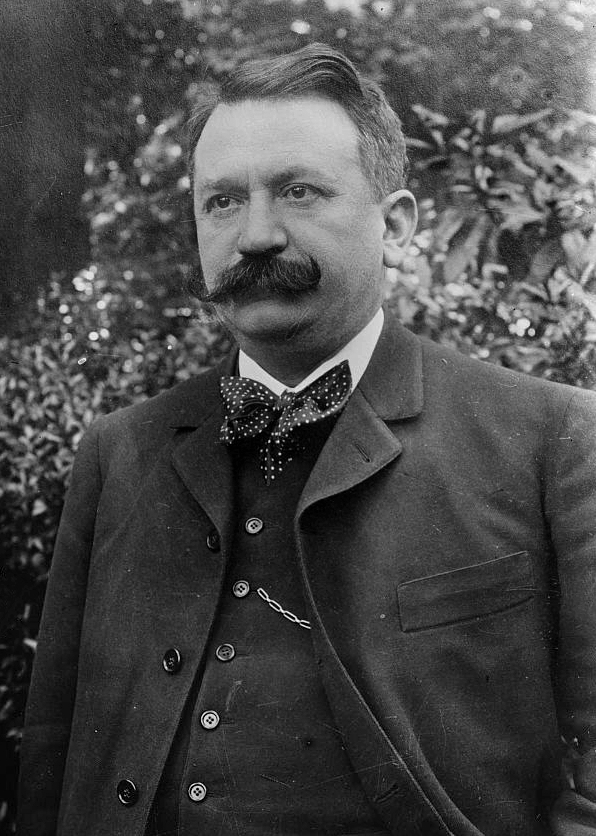
1910年-1915年頃

1913年12月9日から翌1914年6月2日まで首相を務めた。ドゥメルグは、ルネ・ヴィヴィアニ及びアリスティード・ブリアン内閣を通じ、1917年3月にアレクサンドル・リボ内閣の下で、ドイツ及びオーストリア＝ハンガリーと別々に和平を結ばないようアレクサンドル・ケレンスキーを説得しに派遣されるまでの間、植民地大臣を務めた。1924年6月13日には共和国大統領に選出され、唯一のプロテスタント系大統領となった。ドゥメルグは大統領選出時点で独身であり、在任中に結婚した初めての大統領となった。
1934年2月6日の危機の後には、再び保守国家主義連立内閣の首相となった。この内閣は1934年2月6日から同年11月8日まで続いた。